# ل تونل
ل تونل (به فرانسوی: Le Mont) یک کمون در فرانسه است که در Canton of Senones واقع شده‌است.

## خصوصیات
ل تونل ۴٫۰۱ کیلومترمربع مساحت و ۵۳ نفر جمعیت دارد و ۴۳۵ متر بالاتر از سطح دریا واقع شده‌است.